# 22 de maig
El 22 de maig és el cent quaranta-dosè dia de l'any del calendari gregorià i el cent quaranta-tresè en els anys de traspàs. Queden 223 dies per a finalitzar l'any.

## Esdeveniments
Països Catalans
- 1620, Catalunya: Àngela Vilafreser, coneguda com La Vigatana, sanadora i llevadora, és condemnada acusada de bruixeria (n.1580).[1]
- 1640, Barcelona: els pagesos revoltats contra els terços entren a la ciutat amb el pretext perseguir els soldats que havien atacat la parròquia de Sant Andreu de Palomar i alliberen el diputat militar Francesc de Tamarit, presoner dels castellans: és el preludi de la Guerra dels Segadors.[2]
- 1851, Barcelona: es funda l'Institut Agrícola Català de Sant Isidre, l'associació agrària més antiga d'Espanya i una de les més antigues d'Europa.[3]
- 1875, Barcelona: s'inaugura el nou Teatre Tívoli, ja d'obra i cobert permanentment, en la ubicació actual del carrer de Casp.[4]
- 1909, València: S'inaugura l'Exposició Regional Valenciana, una mostra del comerç i la indústria que comportà una gran remodelació arquitectònica de la ciutat.[5]
- 1980, Barcelonaː Es constitueix novament, ja en democràcia, la societat Ràdio Associació de Catalunya, que havia quedat convertida per la dictadura franquista en Radio España a Barcelona.[6]
- 2011: Eleccions al Consell Insular de Mallorca de 2011.
- 2013, Balears: S'estrena l'Ara Balears, que agafa el relleu del dBalears com a capçalera.[7]

Resta del món
- 853, Damiata, Egipte: la marina romana d'Orient perpetra amb èxit la incursió coneguda com a saqueig de Damiata, que hi durarà dos dies.
- 1720, Würzburg, Alemanya: es posa la primera pedra de la Residència de Würzburg.
- 1809, Imperi austríac: Batalla d'Aspern-Essling L'Arxiduc Carles Lluís d'Àustria derrota l'exèrcit francès comandat per Napoleó Bonaparte.[8]
- 1813, Venècia: s'estrena al Teatro San Benedetto L'italiana in Algeri de Gioachino Rossini.
- 1826, Plymouth, Anglaterra: comença el viatge inaugural del Beagle, amb una missió d'exploració a la Patagònia i Terra del Foc.
- 1938, Pamplona: Uns 800 presoners es fuguen massivament de Fuerte San Cristóbal (Navarra). Només tres passarien la frontera.
- 1960, sud de Xile: es produeix el terratrèmol de major magnitud registrada, 9,5 en l'escala de Richter. El nombre de defuncions causades pel terratrèmol i el subsegüent tsunami s'estima entre 490 i 2.290.
- 1980: Es publica el videojoc Pac-Man.[9]
- 1989, Queen publica el seu tretzè àlbum d'estudi, The Miracle.
- 2004, Felip de Borbó i Grècia (futur Felip VI) es casa amb Letizia Ortiz Rocasolano.
- 2017, Kilian Jornet fa el cim de l'Everest sense oxigen ni cordes fixes en un total de 26 hores sortint des del monestir de Rongbuk.

## Naixements
Països Catalans
- 1865 - Barcelona: Enric Morera i Viura, compositor català.[10]
- 1883
  - Sabadell: Joan Costa i Deu, periodista i escriptor català (m. 1938).[11]
  - Sarral: Claudi Ametlla i Coll, periodista i polític català, militant d'Acció Catalana Republicana (m. 1968).[12]
- 1892 - Ontinyent, la Vall d'Albaida: Juan Calvo Domenech, actor valencià.
- 1894 - Barcelona: Carme Balmas i Guitart, pintora catalana (m. 1978).[13]
- 1911 - Sant Celoni, Província de Barcelona: Rafael Ferrer i Fitó, músic (m. 1988).[14]
- 1915 - Barcelona: Maria Antònia Simó i Andreu, alpinista catalana, una de les primeres escaladores del país.[15]
- 1925 - L'Hospitalet de Llobregat, Eduard Kucharski i Gonzàlez, jugador de bàsquet català de les dècades dels 40 i 50 (m. 2014).[16]
- 1926 - València: Concha Alós, escriptora valenciana en llengua castellana (m. 2011).[17]
- 1932 - Alcoi: Lucila Mataix, coneguda també pel pseudònim de Celia Bravo, escriptora valenciana de novel·la rosa (m. 2001).[18]
- 1948 - Barcelona: Jacinta, cantant catalana.[19]
- 1973 - Lleida, Segrià: Emili Alzamora i Escardibul, pilot de motociclisme que participà en l'alta competició entre 1994 i 2003.
- 1981 - Montuïri: Marga Pocovi, cantant i presentadora de ràdio i televisió.

Resta del món
- 1808 - París, França: Gérard de Nerval, poeta, assagista i traductor francès (m. 1855).[20]
- 1813 - Leipzig: Richard Wagner, compositor d'òpera, director d'orquestra i teòric musical alemany.[21]
- 1814 - Estocolm: Amalia Lindegren, pintora sueca i membre de la Reial Acadèmia Sueca de les Arts (m. 1891).[22]
- 1844 - Allegheny City, Pennsilvània: Mary Cassatt, pintora americana del període impressionista, establerta a París (m.1926).[23]
- 1850 - Nykroppa, Värmland: Hildegard Thorell, pintora sueca (m. 1930).[24]
- 1852 - Dun-le-Roi, França: Émile Sauret, violinista i compositor francès.
- 1855 - Gijón: Julia Alcayde Montoya, pintora espanyola.[25]
- 1859 - Edimburg, Escòcia: Arthur Conan Doyle, escriptor escocès, creador del famós detectiu Sherlock Holmes.[26]
- 1863 - Maryland: Josephine Diebitsch Peary, exploradora àrtica i escriptora nord-americana (m. 1955).[27]
- 1874 - Riebeek West (Sud-àfrica): Daniel Malan, primer ministre de Sud-àfrica. És considerat el màxim exponent del nacionalisme afrikaner racista (m. 1959).[28]
- 1875 - Atlanta, Geòrgiaː Lucy May Stanton, pintora estatunidenca (m. 1931).[29]
- 1887 - Río Bravo, Nou Mèxic: Arthur Cravan, artiste francosuís (n. 1918).
- 1895 - Londres, Anglaterra: Phyllis Covell, tennista anglesa, medallista olímpica als Jocs Olímpics de París 1924 (m. 1982).[30]
- 1898 - Budapest: Lucy Doraine, actriu de cinema hongaresa del cinema mut (m. 1989).[31]
- 1899 - Calchaquí, Argentina: José Domingo Buonocore, bibliotecari i teòric de la biblioteconomia
- 1907 - 
  - Bèlgica: Hergé, ninotaire creador del personatge Tintín (m. 1983).[32]
  - Dorking, Surrey: Laurence Olivier, actor, director teatral i productor britànic (m. 1989).[33]
- 1909 - Berlín: Eva Busch, cantant popular i de cabaret alemanya (m. 2001).[34]
- 1911 - Southwarkː Violet Olney, atleta britànica, medalla de plata als Jocs Olímpics de Berlín de 1936 (m. 1999).[35]
- 1912 - Londres, Anglaterra: Herbert Charles Brown, químic estatunidenc d'origen britànic, Premi Nobel de Química de l'any 1979 (m. 2004).[36]
- 1914 - Birmingham, Alabama (EUA): Sun Ra (Herman Sonny Blount) músic de jazz nord-americà. Figura destacada de l'avantguarda jazzística (m. 1993).[37]
- 1916 - Berlín, Alemanya: Arno Peters, historiador i geògraf alemany conegut per ser el creador del mapa de la projecció de Peters.
- 1924 - París, França: Charles Aznavour, cantant, actor, compositor, guionista i ambaixador a perpetuïtat d'Armènia per la UNESCO (m. 2018).[38]
- 1927 - Budapest, Hongria: George Andrew Olah, químic nord-americà d'origen hongarès, Premi Nobel de Química de l'any 1994 (m. 2017).[39]
- 1943 - Belfast, Irlanda del Nord: Betty Williams, pacifista nord-irlandesa, Premi Nobel de la Pau de l'any 1976.[40]
- 1946 - 
  - Belfast, Irlanda del Nord: George Best, futbolista nord-irlandès (m. 2005).[41]
  - Kozmodemyansk, Rússia: Liudmila Juravliova, astrònoma soviètica i ucraïnesa, descobridora de més de 200 asteroides.[42]
- 1950 - Sleaford, Anglaterra: Bernie Taupin, lletrista, poeta i cantant, autor de les lletres de la majoria de les cançons d'Elton John.
- 1952 - Montevideo: Waldemar Victorino, futbolista uruguaià (m. 2023)
- 1954 - Ikata, Ehime, Japó: Shūji Nakamura, enginyer electrònic japonès, Premi Nobel de Física de l'any 2014.[43]
- 1959 - Davyhulme, Manchester, Anglaterra: Morrissey, cantant de The Smiths.[44]
- 1961 - 
  - Kigali: Louise Mushikiwabo, política ruandesa, Secretària general de l'Organització internacional de la francofonia (OIF).[45]
  - Las Palmas de Gran Canaria: Antonia San Juan, actriu canària.[46]
- 1965 - Ipswich, Regne Unit: Theresa Zabell, regatista de vela esportiva espanyola, mundialista i medallista olímpica.[47]
- 1966 - Xangai (Xina): Wang Xiaoshuai, director de cinema xinès.[48]
- 1970 - Londres: Naomi Campbell, model anglesa.[49]
- 1981 - Damasc: Bassel Khartabil, desenvolupador de programari de codi obert i activista sirià palestí (m. 2015).
- 1985 - Richboro, EUA: Chris Salvatore, actor, cantautor, model i activista pels drets dels gais.
- 1999 - San Diego, Califòrnia, EUA: Camren Bicondova, ballarina, model i actriu

## Necrològiques
Països Catalans
- 1982 - Laren, Holanda del Nord: Bella Dutton, tennista instal·lada a Barcelona, pionera del tennis femení català (n. 1899).[50]
- 1990 - Perpinyà: Josep Deloncle, folklorista i polític nord-català (n. 1913).[51]
- 2014 - Badalona: Walda Pla i Rosés, novel·lista catalana (n. 1913).[52]
- 2015 - Felanitx: Pere Xamena i Fiol, historiador mallorquí (n. 1918).[53]
- 2019 - Barcelona: Eduard Punset i Casals, advocat, economista i divulgador científic català (n. 1936).[54]
- 2025 - Madrid: Ignasi Riera, polític i escriptor (n. 1940).[55]

Resta del món
- 337 - Ancycrona, Pont: Constantí I el Gran, primer emperador romà que professà el cristianisme (n. 280)[56]
- 1457 - Cascia: Rita de Càssia, una de les santes més populars de l'Església Catòlica (n. 1381).[57]
- 1667 - Roma, Estats Pontificis: Alexandre VII, papa (n. 1559).[58]
- 1802 - Mount Vernon, Virginia: Martha Washington, primera Primera dama dels Estats Units (n. 1731).[59]
- 1857 - Sceaux (Alts del Sena), França: Augustin Louis Cauchy, matemàtic francès, conegut per haver estat el gran sistematitzador del càlcul (n. 1789).[60]
- 1808 - Westminster (Anglaterra): Edmund Ayrton, organista i compositor anglès (n. 1734).[61]
- 1825 - Spetsesː Laskarina Bubulina, comandanta naval i empresària, heroïna grega de la Independència de Grècia.[62]
- 1885 - París, França: Victor Hugo, escriptor francès (n. 1802).[63]
- 1949 - Salzburg, Àustria: Hans Pfitzner, compositor alemany. (n. 1869).[64]
- 1970 - Daytona Beach, Florida: Delia Akeley, exploradora estatunidenca (m. 1869).[65]
- 1972 - Buckinghamshire, Anglaterra: Margaret Rutherford, actriu britànica (n. 1892).[66]
- 1983 - Brussel·les (Bèlgica): Albert Claude, biòleg belga, Premi Nobel de Medicina o Fisiologia de l'any 1974 (n. 1898).[67]
- 1990:
  - Pequín (Xina): Ling Shuhua, escriptora i pintora xinesa (n. 1900).
  - Xangai (Xina): Xu Xingye (xinès simplificat: 徐兴业) escriptor xinès. Guanyador del Premi Mao Dun de Literatura de l'any 1991 (n. 1917).
- 2001 - Londres (Regne Unit): Derek Austin, bibliotecari britànic (n. 1921).
- 2010 - Norman (els EUA): Martin Gardner, matemàtic i divulgador científic estatunidenc (n. 1914).
- 2021 - Oviedo (Espanya)ː Francesc Arnau, jugador de futbol. Va ser porter del Barça entre els anys 1998 i 2001 (n. 1975).[68]
- 2024 - Barcelonaː Silvia Reyes, activista trans canària (n. 1949).

## Festes i commemoracions
- Dia Mundial de la Diversitat biològica

### Santoral

#### Església Catòlica
- Sants al Martirologi romà (2011): Rita de Càscia; Quitèria; Joaquima de Vedruna, fundadora; Cast i Emili, màrtirs; Basilisc de Comana, màrtir; Júlia de Còrsega, màrtir; Ausoni d'Angulema, bisbe; Llop de Llemotges, bisbe; Joan de Parma, abat; Ató de Pistoia, bisbe; Humilitat de Faenza, monja; Miquel Ho Dinh Hy, màrtir; Domènec Ngon, màrtir.
  - Beats al Martirologi romà (2011): John Forest, màrtir franciscà; Màrtirs franciscans del Japó; Maties d'Arima, màrtir; Pedro de la Asunción i Juan Bautista Machado, màrtirs; Maria Domenica Brun Barbantini, fundadora de les Ministres dels Malalts de Sant Camil.
- Sants i beats no inclosos al Martirologi:
  - Sants: Zota de Cirene, màrtir; Aurelià de Pavia, màrtir; Elena d'Auxerre, verge; Romà de Subiaco, monjo; Lupicí de Verona, bisbe; Vladímir de Zeta, príncep i màrtir; Fulgenci d'Otricoli, bisbe; Bovó de Voghera, cavaller.
- Venerats a l'Orde de la Mercè: beats Jaume Soler i Diego de Baja, Just Samper i Dionís Santmartí, màrtirs; Pere de Còrdova

#### Església Ortodoxa (segons el calendari julià)
- Se celebren els corresponents al 4 de juny del calendari gregorià.

#### Església Ortodoxa (segons el calendari gregorià)
Corresponen al sants del 9 de maig del calendari julià:
- Sants Isaïes (profeta); Cristòfor de Lícia, màrtir, i màrtirs Cal·línica i Aquilina; Epímac el Jove, màrtir d'Alexandria; Gordió de Roma, màrtir; Nicolau de Larissa, màrtir; Xio de Geòrgia, monjo; Josep d'Optina; translació de les relíquies de Sant Nicolau de Mira a Bari.

#### Església Copta
- 14 Baixans: sants Pacomi de Tabenna, eremita; Epimaqui de Pelusium, màrtir.